# 1-й Адмиралтейский остров

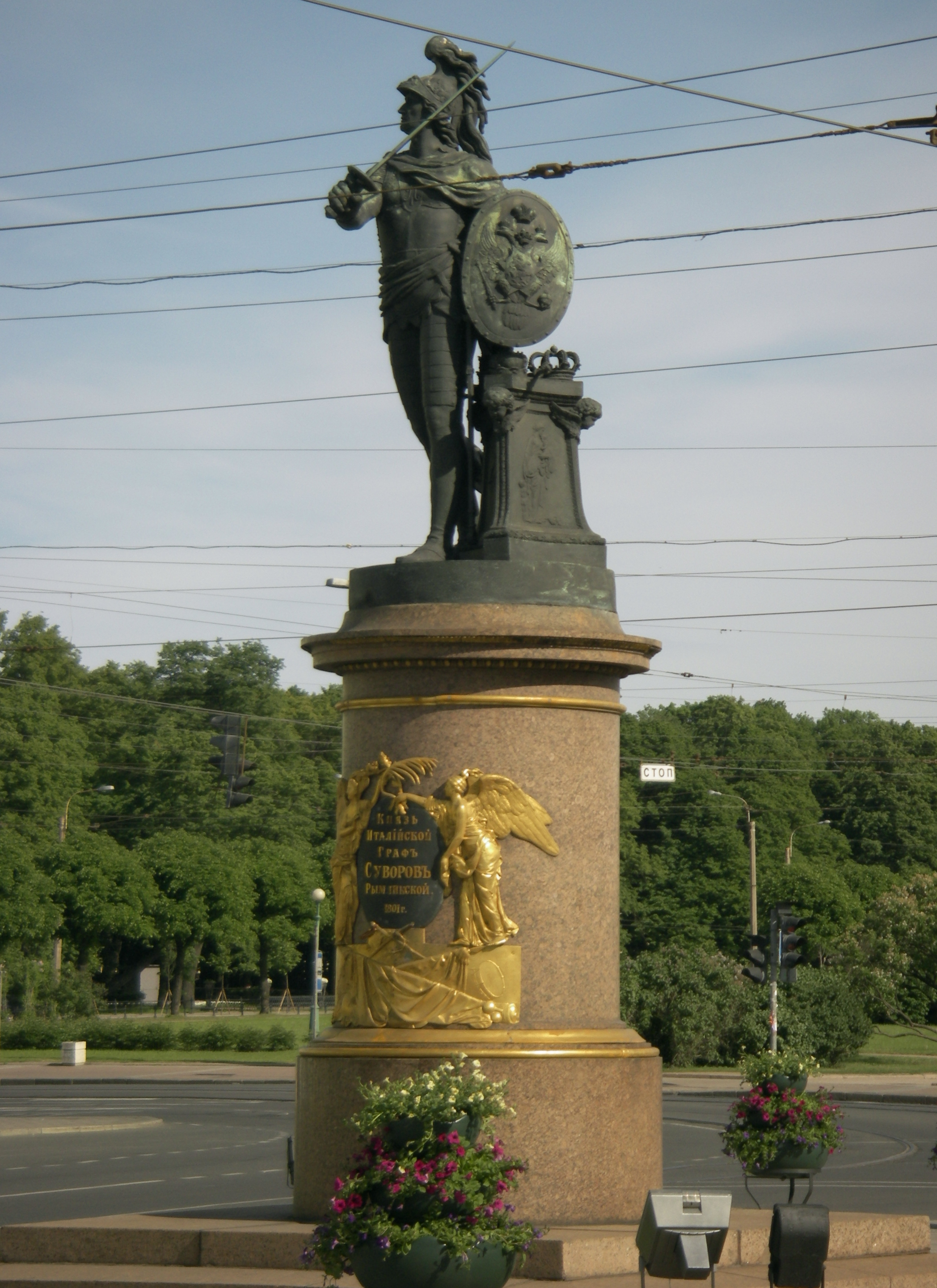
Памятник А. В. Суворову
перед Троицким мостом,
Михаил Козловский, 1801

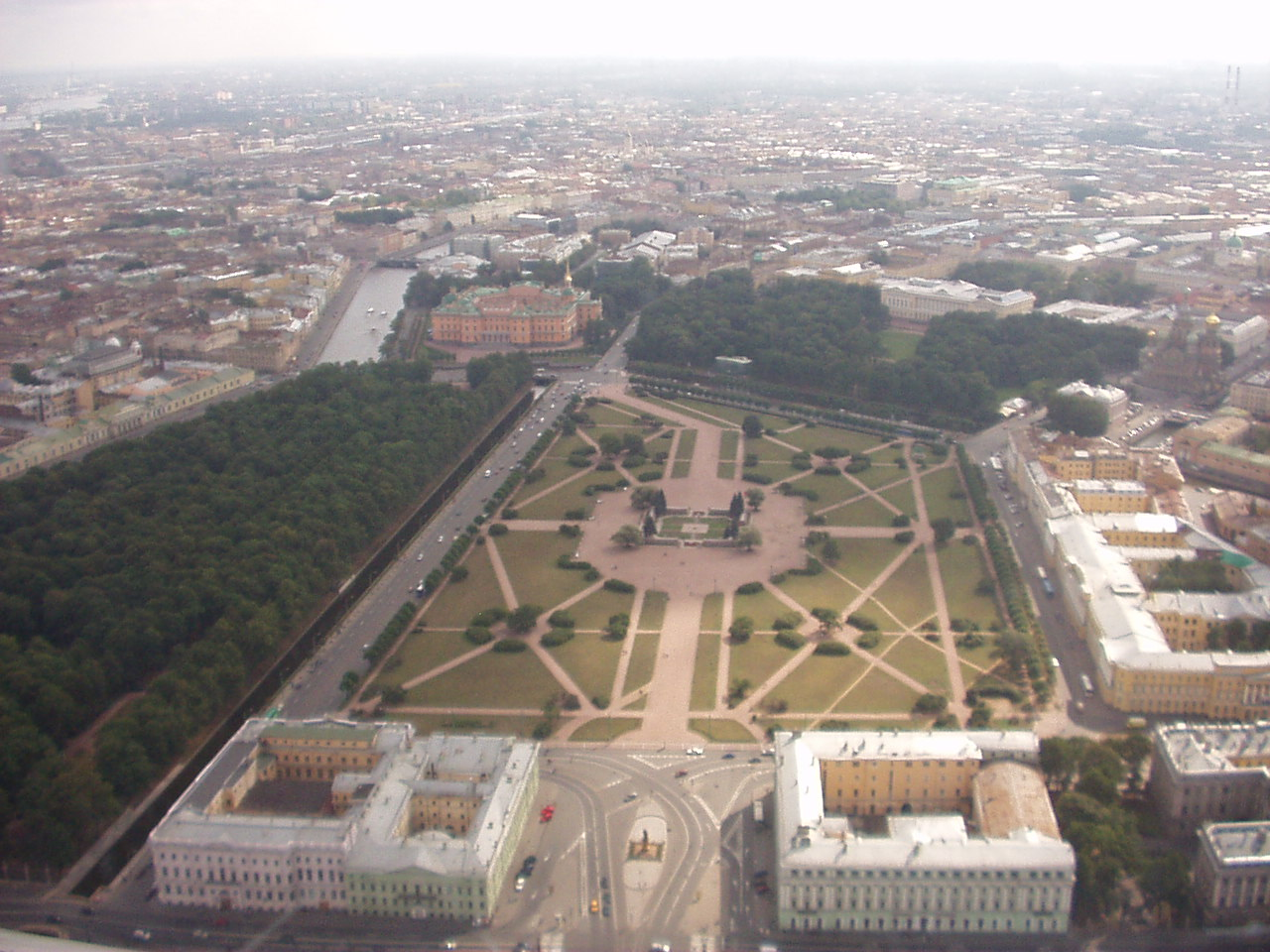
Марсово поле, (2006 год)

1-й Адмиралте́йский остров находится в Центральном районе Санкт-Петербурга.
Располагается в исторической части Петербурга между Невой, Лебяжьей канавкой, Мойкой и Зимней канавкой. Остров образован искусственно в результате отделения части острова Усадица при соединении Мойки с Невой посредством Лебяжьей и Зимней канавок в 1711—1719 годах.

## Улицы
Остров ограничен набережными:
- Дворцовая набережная (с севера)
- Набережная Лебяжьего канала (с востока)
- Набережная реки Мойки (с юга)
- Набережная Зимней канавки (с запада)

Улицы внутри острова:
- Суворовская площадь
- Миллионная улица
- Мраморный переулок
- Проезд Марсово поле
- Мошков переулок
- Круглый переулок
- Аптекарский переулок

### Зелёные насаждения
- Марсово поле

### Достопримечательности
- Эрмитажный театр,
- Мраморный дворец,
- Памятник Александру III во дворе Мраморного дворца,
- Мемориальный комплекс Вечного Огня на Марсовом поле,
- Памятник А. В. Суворову на площади, носящий его имя.

## Связь с другими островами дельты Невы
- Остров соединён с островом Летний сад через Лебяжью канавку двумя мостами:
  - Выше по течению — Верхне-Лебяжий мост
  - Ниже по течению — Нижне-Лебяжий мост
- Соединён со Спасским островом через реку Мойку двумя мостами:
  - Выше по течению — 1-й Садовый мост
  - Ниже по течению — 2-й Садовый мост
- Соединён с Спасским и Казанским островами Тройным мостом через реку Мойку и канал Грибоедова.
- Остров соединён с Петроградским островом Троицким мостом через реку Нева
- Остров соединён с Казанским островом Большим Конюшенным мостом через реку Мойку
- Остров соединён с 2-м Адмиралтейским островом через Зимнюю канавку тремя мостами:
  - Выше по течению — Эрмитажным мостом
  - Ниже по течению — 1-м Зимним мостом
  - Ниже по течению — 2-м Зимним мостом